# CoBrA

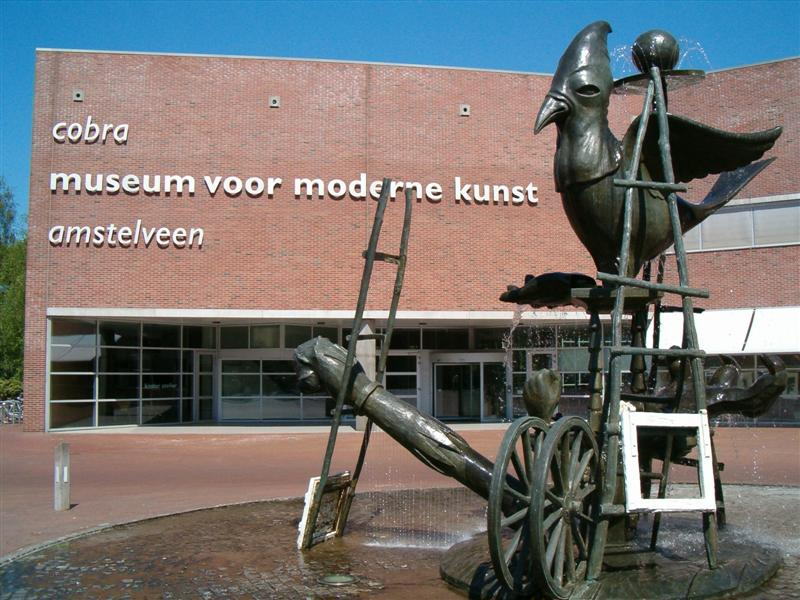
Das Cobra Museum voor Moderne Kunst im niederländischen Amstelveen

CoBrA (auch Cobra oder COBRA) war eine von 1948 bis 1951 bestehende internationale Künstlergruppe. Die länderübergreifende Verständigung und Zusammenarbeit innerhalb der Künstlerbewegung war einmalig und unterscheidet CoBrA von allen anderen Avantgardebewegungen des 20. Jahrhunderts.

## Geschichte
Die Gruppe wurde am 8. November 1948 in einem Café in Paris gegründet. Zu den Initiatoren Asger Jorn und Constant gesellten sich Christian Dotremont, Joseph Noiret, Karel Appel, Carl-Henning Pedersen und Corneille. Der Gruppe schlossen sich nach und nach weitere Künstler wie Pierre Alechinsky, Eugène Brands, Karl Otto Götz, Jan Nieuwenhuys, Lucebert und Anton Rooskens an. 
Der Name CoBrA ist ein Akronym und geht auf die Anfangsbuchstaben der Städte Copenhagen, Brüssel und Amsterdam zurück, aus denen die Gründungsmitglieder stammten. Die namentliche Ähnlichkeit zur Giftschlange Kobra sollte die Progressivität verdeutlichen, mit der die Künstler gegen akademische und gesellschaftliche Normen arbeiteten.
Die Mitglieder strebten die Abkehr vom Surrealismus und eine Wiederbelebung des Expressionismus mit den Stilmitteln des Informel an. Stilelemente der Volkskunst sowie kindlich-naive Techniken kombinierten sie mit abstrakt-figurativen Farb- und Formgebungen. Die Künstler verband eine Kunstauffassung, die sich gegen bürgerliche und akademische Vorstellungen wandte. Ihre Bilder sollten spontan entstehen und die Abkehr von jeglicher überlieferter Ästhetik-Vorstellung vermitteln. Zwei große Ausstellungen (1949 im Stedelijk Museum in Amsterdam und 1951 im Palais des Beaux-Arts in Lüttich) dokumentierten das Schaffen der Künstlergruppe.
Die Gruppe verstand sich auch als ein politischer Zusammenschluss, sie propagierte insbesondere die internationale Zusammenarbeit und brachte zehn Ausgaben der internationalen Zeitschrift CoBrA heraus, die wesentlich durch Asger Jorn gestaltet wurde.
Die Gruppe konnte nicht den Zuspruch des breiten Publikums gewinnen; vielmehr kam es 1949 bei der Enthüllung eines Wandgemäldes in der Kantine des Amsterdamer Stadthauses zu so starken Protesten in der Bevölkerung, dass das Kunstwerk erst 10 Jahre später der Öffentlichkeit wieder zugänglich gemacht wurde. Auch eine Ausgabe der Zeitschrift und die Eröffnung der Ausstellung in Lüttich führten zu Kritik und Tumulten.
Die Gruppe löste sich 1951 nach Erkrankungen von Asger Jorn und Christian Dotremont auf. Eine offizielle Erklärung der Gruppe zu ihrer Auflösung oder eine Absage an ihre Ziele gab es nie. Im Rahmen ihrer späteren Entwicklungen und internationalen Karrieren trugen die Künstlerinnen und Künstler der Gruppe den „Spirit of CoBrA“  durch die 1960er und 1970er Jahre weiter und wurden so zu Vorbildern für die nachfolgenden Künstler-Generationen.

## Sammlungen
Im niederländischen Amstelveen eröffnete 1995 das Cobra Museum voor Moderne Kunst, das sich mit der Kunstgruppe und der informellen Kunst befasst. Einige Exponate befinden sich im Museum of Art Fort Lauderdale, Las Olas Boulevard, Fort Lauderdale, Florida, USA.
Werke von mehreren Künstlern der Gruppe CoBrA gehören zum Bestand der im Kunstmuseum Ravensburg (Oberschwaben) gezeigten Sammlung Selinka. Das Kunstmuseum Ravensburg zeigt von November 2023 bis Juni 2024 in einer von Kristina Groß und Axel Heil kuratierten Ausstellung Werke von mehr als 40 CoBrA-Künstlern, darunter auch bisher selten in Deutschland gezeigte Leihgaben des Museums Jorn im dänischen Silkeborg, des Kunstmuseums St. Gallen, des ZKM in Karlsruhe und zahlreicher internationalen Privatsammler.
Auch im Bestand des Kunstmuseums Bochum befinden sich mehrere CoBrA-Werke.

## Mitglieder
| - Else Alfelt (1910–1974) - Mogens Balle (1921–1988) - Ejler Bille (1910–2004) - Henry Heerup (1907–1993) - Egill Jacobsen (1910–1998) - Asger Jorn (1914–1973) - Sonja Ferlov Mancoba (1911–1984) - Jørgen Nash (1920–2004) - Erik Ortvad (1917–2008) - Carl-Henning Pedersen (1913–2007) - Erik Thommesen (1916–2008) | - Pierre Alechinsky (* 1927) - Pol Bury (1922–2005) - Jacques Calonne (1930–2022) - Hugo Claus (1929–2008) - Jan Cox (1919–1980) - Christian Dotremont (1922–1979) - Reinhoud d'Haese (1928–2007) - Joseph Noiret (1927–2012) - Raoul Ubac (1910–1985) - Serge Vandercam (1924–2005) | - Karel Appel (1921–2006) - Eugène Brands (1913–2002) - Corneille (1922–2010) - Constant (1920–2005) - Lotti van der Gaag (1923–1999) - Aart Kemink (1914–2006) - Lucebert (1924–1994) - Jan Nieuwenhuys (1922–1986) - Pieter Ouborg (1893–1956) - Anton Rooskens (1906–1976) - Bert Schierbeek (1918–1996) - Shinkichi Tajiri (1923–2009) - Theo Wolvecamp (1925–1992) | Andere Länder Deutschland Karl Otto Götz , (1914–2017) England William Gear (1915–1997) Stephen Gilbert (1910–2007) Frankreich (Paris) Jean-Michel Atlan (1913–1960) Jacques Doucet (1924–1994) Édouard Jaguer (1924–2006) Ernest Mancoba (1904–2002) Island (Reykjavík) Svavar Guðnason (1909–1988) Schweden (Malmö) Carl-Otto Hultén (1916–2015) Anders Österlin (1926–2011) Max Walter Svanberg (1912–1994) Tschechien (Prag) Josef Istler (1919–2000) |

## Ausstellungen
- 1982: Cobra. 1948 – 1951, Kunstverein in Hamburg, Hamburg
- 1997: CoBrA. CO penhagen, BR üssel, A msterdam, Kunsthalle der Hypo-Kulturstiftung, München
- 1998: CoBrA. CO penhagen, BR üssel, A msterdam, Kunst Haus Wien
- 2013: CoBrA international – Momente einer Utopie, Museum für aktuelle Kunst – Sammlung Hurrle, Durbach
- 2016: Expressionismen – Abstrakter Expressionismus, Informel & CoBrA, Museum der Moderne Salzburg
- 2022/23: Becoming CoBrA. Anfänge einer europäischen Kunstbewegung. Ausstellung vom 18. November 2022 bis 5. März 2023 in der Kunsthalle Mannheim. Kunsthalle Mannheim, abgerufen am 27. Januar 2023.
- 2023/24: COBRA. Traum, Spiel, Realität. Ausstellung vom 25. November 2023 bis 23. Juni 2024 im Kunstmuseum Ravensburg